# Lan hài Cao Bằng
Lan hài Cao Bằng hay còn gọi là (lan) hài Bắc Thái là một loài hoa lan đặc hữu của Việt Nam, thuộc chi Lan hài, phân họ Lan hài.

## Miêu tả
Lá hẹp, dài 15 – 20 cm, rộng 2 - 2,5 cm, mặt trên lục đậm, mặt dưới trăng trắng lục nhạt, đỉnh có 2 thùy nhọn không bằng nhau, gốc có các sọc đỏ tía, một gân giữa lõm trên, lồi dưới.
Hoa mọc ở giữa thân, mang 1 hoa, cao 8 – 10 cm, đầy lông nâu đen. Lá hoa màu lục, đầy lông nâu đen nhất là ở đáy dài 2,5 cm rông 1,4 cm, gấp đôi, bọc đáy bầu noãn. Bầu noãn và cọng dài 4 cm, đầy lông nâu đen. Hoa to cỡ 8 – 10 cm đường kính. Lá đài sau rất đặc sắc hình tim ngược dựng đứng và cong ra trước ở phần trên, một gân giữa lõm ở mặt trong, mặt lưng lồi, chỗ lõm mặt trong có màu tía, phần lồi ở mặt lưng có màu lục nâu đậm ở đáy, nhạt dần thành màu lục tươi ở đỉnh, 2 mép bên lật vòng ra sau rồi trải rộng ra 2 bên cao hơn đỉnh của gân giữa và tạo thành mũi nhọn ở đấy, màu trắng với đầy lông ở mặt lưng, mặt trong không lông có sọc tía ở gốc. Hai lá đài bên dính nhau thành một phiến xoan nhọn, dài 3,2 cm rộng 1,5 cm, màu lục lục vàng nhạt, đầy lông ở mặt lưng với 2 gân lồi; 2 cánh bên hơi chúi xuống, màu rượu chát với các gân dọc tía đậm, mép uốn gợn sóng có lông rìa tía đậm, đáy có chùm lông tía đen.
Môi dài 5,5 cm, túi dài 2,5 cm rộng 2,5 cm, màu vàng vàng nâu nhạt với, gân màu rượu chát, không lông ở mặt ngoài. Mặt trong túi về phía trụ có một băng lông tía đen chạy dài xuống đáy túi, càng xuống đáy túi băng lông càng trải rộng ra và đến đáy thì trải đều khắp; nhụy lép hình xoan, dài 1,6 cm, rộng 1,2 cm, phía trước có 3 răng, phía sau màu vàng cam, nhạt dần về phía trước.

## Phân bổ
Loài lan hài này được phát hiện ở vùng Cao Bằng và được công bố với tên Paphiopedilum caobangense trên tạp chí "Hoa cảnh" tháng 1/1999.

## Hình ảnh

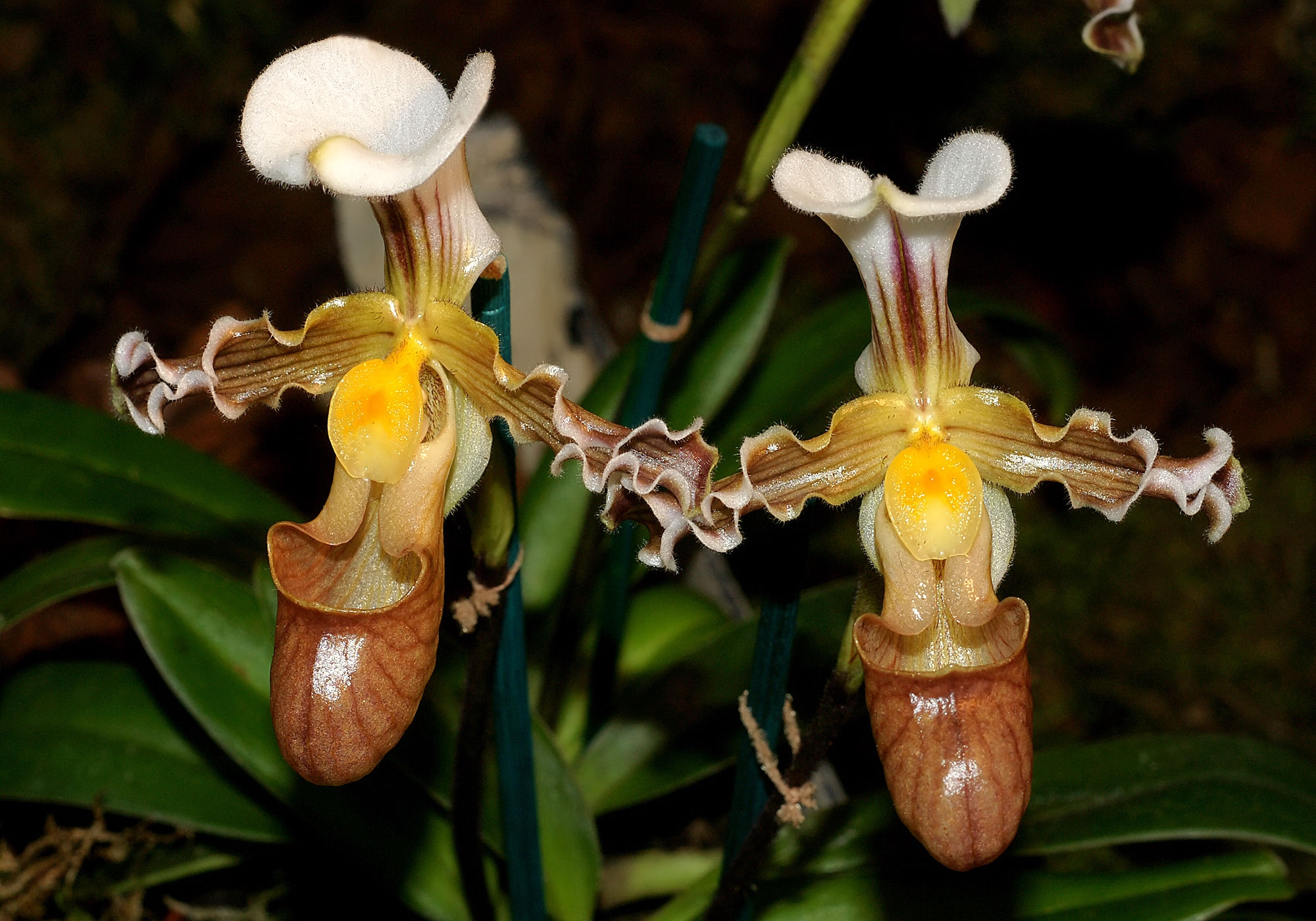
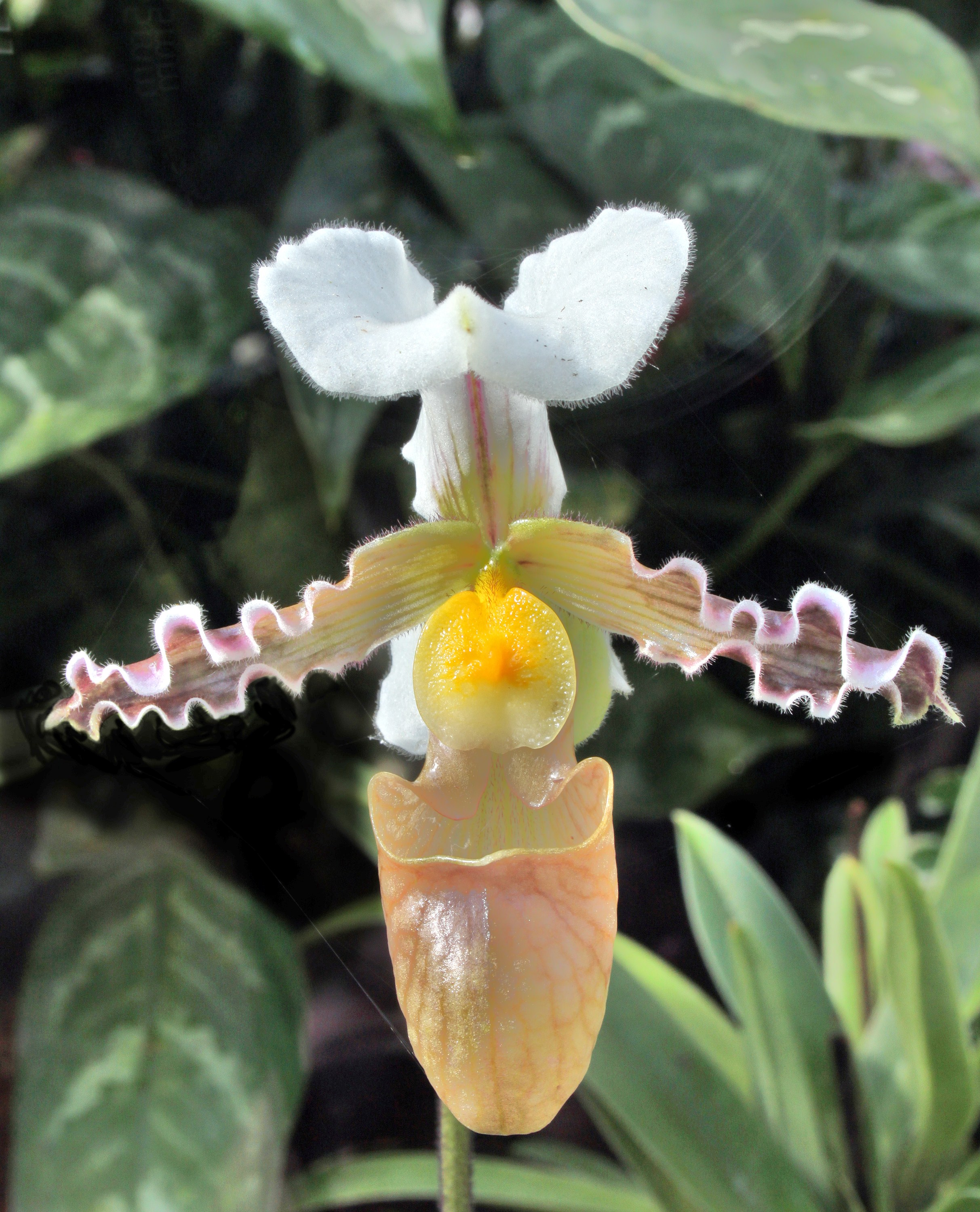